# Windows Media Video
Windows Media Video (WMV) − format kompresji filmów stworzony przez firmę Microsoft.

## Kodeki
- Windows Media Video v7 (FourCC: WMV1)
- Windows Media Screen v7 (FourCC: MSS1)
- Windows Media Video v8 (FourCC: WMV2)
- Windows Media Video 9 (FourCC: WMV3)
- Windows Media Video 9 Screen (FourCC: MSS2)
- Windows Media Video 9 Advanced Profile (FourCC: WVC1)
- Windows Media Video 9 Image
- Windows Media Video 9.1 Image